# Televisioni locali dell'Emilia-Romagna
Eitowers Emilia-Romagna, Trmedia 1, Trmedia 2 e Canale 9 Consorzio sono quattro dei multiplex della televisione digitale terrestre presenti nel sistema DVB-T italiano.
Eitowers Emilia-Romagna appartiene a EI Towers S.p.A. interamente posseduta da 2i Towers S.r.l., a sua volta controllata al 100% da 2i Towers Holding S.r.l., che è partecipata per il 40% da Mediaset e per il 60% da F2i TLC 1 S.r.l..
Trmedia 1 e Trmedia 2 appartengono a Telereggio e TRC Tele Radio Città.
Canale 9 Consorzio appartiene a Canale 9, Di.TV, Medianet Group e Telesanterno.

## Copertura
Eitowers Emilia-Romagna è una rete di primo livello disponibile in tutta l'Emilia-Romagna, eccetto la provincia di Piacenza.
Trmedia 1 è una rete di secondo livello disponibile nelle province di Modena, Parma e Reggio Emilia.
Trmedia 2 è una rete di secondo livello disponibile in tutta l'Emilia-Romagna, eccetto le province di Ferrara, Parma, Piacenza e Rimini.
Canale 9 Consorzio è una rete di secondo livello disponibile nelle province di Parma e Reggio Emilia.
Sono inoltre ricevibili quattro multiplex locali lombardi:
Eitowers Lombardia è una rete di primo livello disponibile nelle province di Parma, Piacenza e Reggio Emilia
Raiway Lombardia è una rete di primo livello disponibile nelle province di Parma, Piacenza e Reggio Emilia
Studio 1 Network A è una rete di secondo livello disponibile nella provincia di Piacenza
Studio 1 Network B è una rete di secondo livello disponibile nelle province di Parma e Piacenza

È inoltre ricevibile un multiplex locale veneto:
Raiway Veneto è una rete di primo livello disponibile nella provincia di Ferrara.

## Frequenze
Eitowers Emilia-Romagna trasmette sul canale 29 della banda UHF IV nelle province di Modena, Parma e Reggio Emilia e sul canale 32 della banda UHF IV in tutta l'Emilia-Romagna, eccetto le province di Parma e Piacenza.
Trmedia 1 trasmette sul canale 35 della banda UHF IV nelle province di Modena, Parma e Reggio Emilia.
Trmedia 2 trasmette sul canale 42 della banda UHF V in tutta l'Emilia-Romagna, eccetto le province di Ferrara, Parma, Piacenza e Rimini.
Canale 9 Consorzio trasmette sul canale 39 della banda UHF V nelle province di Parma e Reggio Emilia.
RL Lombardia 1 trasmette sul canale 22 della banda UHF IV nelle province di Parma, Piacenza e Reggio Emilia.
RL Lombardia 2 trasmette sul canale 34 della banda UHF IV nelle province di Parma, Piacenza e Reggio Emilia.
Studio 1 Network A trasmette sul canale 21 della banda UHF IV nella provincia di Piacenza.
Studio 1 Network B trasmette sul canale 31 della banda UHF IV nelle province di Parma e Piacenza.
RL Veneto 1 è ricevibile sul canale 42 della banda UHF V nella provincia di Ferrara.

## Servizi

### Canali televisivi (Eitowers Emilia-Romagna)
| LCN | Canale                     | Note       |
| --- | -------------------------- | ---------- |
| 10  | E TV RETE 7                | FTA (HDTV) |
| 11  | TRC Modena                 | FTA (HDTV) |
| 12  | 7G                         | FTA (HDTV) |
| 13  | Telereggio                 | FTA (HDTV) |
| 14  | Teleromagna HD             | FTA (HDTV) |
| 15  | TRC Bologna                | FTA (HDTV) |
| 16  | 12 Tv Parma                | FTA (HDTV) |
| 17  | TvQui HD                   | FTA (HDTV) |
| 18  | Icaro Tv                   | FTA        |
| 19  | Telestense                 | FTA        |
| 71  | CANALE ITALIA              | FTA        |
| 73  | RADIO BRUNO Emilia-Romagna | FTA (HDTV) |
| 78  | TR24                       | FTA        |
| 99  | VR                         | FTA        |

### Canali radiofonici (Eitowers Emilia-Romagna)
| LCN | Canale             | Note |
| --- | ------------------ | ---- |
| 777 | RADIO STUDIO DELTA | FTA  |

### Canali televisivi (Trmedia 1)
| LCN | Canale                       | Note       |
| --- | ---------------------------- | ---------- |
| 75  | RADIO BRUNO TV 3             | FTA        |
| 79  | Giovanni Paolo tv            | FTA        |
| 81  | Rete 8                       | FTA        |
| 82  | E'TV RETE 17                 | FTA        |
| 83  | CANALE ITALIA Emilia-Romagna | FTA        |
| 84  | Policinema                   | FTA        |
| 85  | RADIO BRUNO TV               | FTA (HDTV) |
| 87  | BIRIKINA                     | FTA        |
| 88  | Made In BO radio-TV          | FTA        |
| 90  | ER24                         | FTA        |
| 94  | ITALIA 8 PRESTIGE            | FTA        |
| 96  | VMT-Telereggio               | FTA (HDTV) |
| 97  | TELETRICOLORE                | FTA        |
| 98  | TV PARMA +1                  | FTA        |
| 117 | TA TELEANTENNA .IT           | FTA        |
| 118 | STUDIO PIÙ emr               | FTA        |
| 191 | STUDIO PIÙ LAZIO             | FTA        |

### Canali radiofonici (Trmedia 1)
| LCN | Canale             | Note |
| --- | ------------------ | ---- |
| 750 | Radio Monte Kanate | FTA  |

### Canali televisivi (Trmedia 2)
| LCN | Canale                       | Note       |
| --- | ---------------------------- | ---------- |
| 72  | Odeon24                      | FTA        |
| 75  | RADIO BRUNO TV 3             | FTA (HDTV) |
| 76  | Emilia-Romagna e Dintorni Tv | FTA        |
| 77  | STUDIOPIU’ Emr               | FTA        |
| 79  | Giovanni Paolo tv            | FTA        |
| 81  | Rete 8 QSVS                  | FTA        |
| 82  | È TV RETE 17                 | FTA        |
| 83  | CANALE ITALIA Emilia-Romagna | FTA        |
| 84  | Policinema                   | FTA (HDTV) |
| 85  | STUDIOPIU' ON AIR            | FTA        |
| 87  | BIRIKINA                     | FTA        |
| 88  | Made In BO radio-TV          | FTA (HDTV) |
| 90  | ER24                         | FTA        |
| 93  | Radio 4 you TV               | FTA        |
| 94  | ITALIA 8 PRESTIGE            | FTA        |
| 96  | VMT                          | FTA        |
| 97  | TELETRICOLORE                | FTA (HDTV) |
| 98  | TV PARMA +1                  | FTA        |
| 110 | Tvqui 24                     | FTA        |
| 111 | Nettuno TV                   | FTA        |

### Canali televisivi (Canale 9 Consorzio)
| LCN   | Canale                       | Note       |
| ----- | ---------------------------- | ---------- |
| 76    | Emilia-Romagna e Dintorni TV | FTA        |
| 77    | Telesanterno                 | FTA        |
| 79    | GIOVANNI PAOLO TV            | FTA        |
| 80 86 | Di.TV DITV                   | FTA        |
| 85    | LIFE ZONE                    | FTA        |
| 89    | RTA Videotaro                | FTA (HDTV) |
| 90    | ER 24                        | FTA        |
| 91    | Magazine Tv 76               | FTA        |
| 92    | DiTv92                       | FTA        |
| 93    | RTR99 TV                     | FTA        |
| 110   | TvQui 24                     | FTA        |
| 111   | Sestarete Motor              | FTA        |
| 112   | Sesta Rete                   | FTA        |
| 113   | Sesta Rete Stile             | FTA        |
| 114   | ADN 24 Emilia-Romagna        | FTA        |
| 116   | ON AIR                       | FTA        |
| 119   | Gusto tv                     | FTA        |
| 175   | MOTORI TV                    | FTA        |
| 176   | TUA_CHANNEL                  | FTA        |
| 177   | PROMOVIDEO TV                | FTA        |
| 181   | STAR 3                       | FTA        |
| 182   | STAR 6                       | FTA        |
| 183   | CULTURA VIVA                 | FTA        |
| 184   | PROXIMA TV                   | FTA        |
| 185   | LIBERA TV                    | FTA        |
| 186   | LIBERA FAMIGLIA              | FTA        |
| 187   | LIBERA SPORT                 | FTA        |
| 189   | LIBERA PIÚ                   | FTA        |
| 190   | VUEMME                       | FTA        |
| 351   | 70-80.tv                     | FTA        |
| -     | BUSINESS CHANNEL             | FTA        |